# Hemicordulia hilbrandi
Hemicordulia hilbrandi – gatunek ważki z rodziny szklarkowatych (Corduliidae).